# Sarinda
La sarinda  o  saroh  ((persa) سارنده) és un instrument de corda de l'Índia derivat del sarangi que es toca amb arc. Disposa de tres cordes, dues d'elles afinades a l'uníson i la tercera a la quarta inferior. És el primer instrument a arquet que va arribar a l'Occident.